# Nana Ioseliani
Nana Mikhaïlovna Ioseliani (en rus: Нана Михайловна Иоселиани), (nascuda a Tbilisi el 12 de febrer de 1962), és una jugadora d'escacs georgiana, que va jugar també sota bandera soviètica. Té el títol de Gran Mestre Femení des de 1980, i el de Mestre Internacional des de 1993. Des de 2003, ha romàs pràcticament inactiva, i fa d'empresària a Praga.

## Resultats destacats en competició
Ioseliani ha guanyat dos cops el Torneig de Candidates classificatori pel Campionat del món femení. El 1988 va enfrontar-se a la campiona regnant Maia Txiburdanidze, i va perdre per 8½ a 9½ (+2, =11, -3). El 1993 va jugar contra Xie Jun, i va perdre estrepitosament, 2½ a 8½. També ha guanyat quatre cops el Campionat d'escacs femení de la Unió Soviètica, i fou dos cops Campiona d'Europa júnior femenina, el 1978/79, i 1979/80.

### Participació en competicions per equips
Va participar en vuit edicions de les Olimpíades d'escacs entre 1980 i 2002, quanyant la medalla d'or 5 cops en total, dues amb l'URSS (el 1980 i el 1982) i tres amb Geòrgia (1992, 1994 i 1996). Els seus resultats individuals foren de 65 punts de 88 partides (+49, =32, -7).
Ioseliani va jugar també, representant Geòrgia, al Campionat del món per equips femení de 1997, on hi puntuà 1½/7 al segon tauler, i, el mateix 1997, al Campionat d'Europa per equips a Pula, on Geòrgia hi assolí l'or.